# Станция Юнион (фильм)
«Станция Юнион» (англ. Union Station) — фильм нуар режиссёра Рудольфа Мате, вышедший на экраны в 1950 году.
В основу фильма положен роман Томаса Уолша «Кошмар на Манхэттане», который впервые был опубликован в «Сатардей ивнинг пост» под названием «Безумие Манхэттана», и в 1950 году завоевал Премию Эдгара Алана По как лучший дебют в детективном жанре, вручаемый обществом американских авторов детективов. Сценарий написал Сидни Бём. Фильм рассказывает о начальнике отдела полиции на вокзале Юнион в Чикаго Уильяме Калхуне (Уильям Холден), который, проверяя информацию пассажирки поезда Джойс Уиллкомб (Нэнси Олсон), выходит на след бандитов, которые похитили дочь богатого бизнесмена и собираются получить за неё выкуп прямо в здании вокзала. С помощью инспектора городской полиции Доннелли (Барри Фитцджеральд) и благодаря бдительности Джойс Калхуну удаётся не только предотвратить смерть заложницы, но и схватить и уничтожить бандитов.
Главные роли в фильме сыграли Уильям Холден и Нэнси Олсон, которые ранее в том же году вместе сыграли в чрезвычайно успешном фильме «Бульвар Сансет», который принёс им обоим номинации на «Оскар»: Холдену как исполнителю главной мужской роли, а Олсон — как исполнительнице лучшей женской роли второго плана.

## Сюжет
Молодая девушка Джойс Уиллекомб (Нэнси Олсон), работающая личным секретарём крупного бизнесмена Генри Марчисона, приезжает на пригородную станцию на машине своего босса в сопровождении его слепой 17-летней дочери Лорны (Эллин Робертс). Джойс садится в электричку и отправляется в Чикаго. Однако, отъехав от станции, она замечает, что их поезд по параллельному шоссе догоняет машина, из которой выходят двое мужчин — Гас Хэддер (Дон Даннинг) и Винс Марли (Фред Грэфф) — которые на следующей станции садятся в её поезд. При этом они делают вид, что не знакомы между собой, и размещаются в разных вагонах, а у одного из них Джойс замечает под пиджаком пистолет. Джойс сообщает о своих подозрениях кондуктору, который однако не собирается ничего предпринимать. Тем не менее, он отправляет телеграмму на вокзал Юнион в Чикаго, куда должна прибыть электричка. Телеграмму получает начальник железнодорожной полиции вокзала лейтенант Уильям Калхун (Уильям Холден), который встречает Джойс на перроне.
Калхун поначалу скептически относится к тому, что говорит Джойс, однако когда она показывает ему двух подозрительных с её точки зрения мужчин, проходящих в здание вокзала, лейтенант решает проследить за ними. Мужчины подходят к камере хранения, кладут в неё чемодан, а ключ вместе с письмом в конверте бросают в почтовый ящик. После их ухода Уильям достаёт из ячейки чемодан, и среди лежащих в нём вещей Джойс узнаёт вещи Лорны, в том числе, и шейный платок с её именем. Лейтенант посылает своих людей, чтобы они проследили за возможными преступниками, однако те уже покинули пределы вокзала и затерялись в городе. Калхун начинает подозревать, что, возможно, Лорну похитили, и связывается с инспектором Доннелли из городской полиции (Барри Фицджеральд), а также c отцом Лорны, Генри Марчисоном (Герберт Хейс), которые немедленно пребывают на вокзал. Поначалу Марчисон просит не вовлекать в дело полицию, так как опасается, что это может повредить дочери, и если факт её похищения подтвердится, он готов принять все условия похитителей, заплатить выкуп, лишь бы получить назад свою дочь живой и невредимой. Однако Доннелли «утешает» его, заявляя, что при похищениях преступники как правило убивают своих жертв в течение первых десяти минут.
Джойс выражает своё недовольство Калхуну тем, что из-за своей гражданской сознательности теперь вынуждена сидеть в полицейском участке и дожидаться развития событий. Тем не менее, она соглашается остаться на день, чтобы помочь опознать мужчин, когда те вернуться за чемоданом в камеру хранения. Наконец, похитители выходят на контакт с Марчисоном, требуя от него собрать 100 тысяч долларов в качестве выкупа и ожидать дальнейших инструкций. Понимая, что передача денег состоится где-то в районе станции, Калхун и Доннелли собирают большую группу оперативных сотрудников железнодорожной и городской полиции, объясняя им план проведения операции.
На следующее утро, когда один из преступников, Хэддер, появляется около камер хранения, Джойс узнаёт его. Калхоун посылает своих людей проследить за ним. Тот, садится на метро, и, как будто чувствуя слежку, несколько раз меняет вагоны и поезда, и в итоге выходит на станции около огромного двора, на который сгоняют скот для отправки железнодорожными составами. Полиция пытается окружить и задержать Хэддера, начинается перестрелка и погоня, в ходе которой преступник оказывается запертым на скотопригонном дворе. Перепуганный выстрелами скот прорывает ограждение и несётся прямо на Хэддера, давя его насмерть. Чтобы не спугнуть остальных преступников, Доннелли и Калхун решают временно скрыть факт гибели Хэддера. Они готовятся к встрече Марчисона с похитителями, расставляя по всему вокзалу своих людей в гражданской одежде. Марчисон ждёт с деньгами в условленном месте, однако никто не вступает с ним в контакт. Когда похитители с помощью записки переносят встречу в другое место, все полицейские, прикрывающие Марчисона, покидают центральный зал вокзала. В этот момент Джойс замечает в толпе Джо Бикома (Лайл Беттгер), третьего члена банды, которого она видела за рулём машины вместе с Хэддером и Марли. Так как поблизости нет никого из полицейских, Джойс сама следует за Бикомом, успевая записать номер машины, в которую тот садится. Одновременно из машины выходит Марли, которого Биком послал за выкупом, которого полиция вскоре задерживает в толпе на вокзале, устанавливая его имя и криминальное прошлое. Когда полицейские под руководством Доннелли и Калхуна проводят жёсткий допрос Марли, реально демонстрируя, как бросят его под поезд (Доннелли говорит, что это будет списано на несчастный случай), тот называет адрес, где преступники удерживают Лорну. Он также сообщает, что главарь их банды Биком раньше работал на вокзале и прекрасно на нём ориентируется.
На городской квартире, где содержится Лорна, Биком, который оказывается главарём банды, говорит своей подружке Мардж Райтер (Джен Стерлинг), что после получения выкупа убьёт заложницу. Лорна устраивает истерику, после чего Биком бьёт её так, что девушка теряет сознание. Когда Марли с выкупом не возвращается на квартиру в установленное время, Биком и Мардж вместе с Лорной решают перебраться в более безопасное место. Вскоре Марли приводит на квартиру полицию, однако там уже никого нет, только платок Лорны и следы недавнего спешного ухода. Полиция делает вывод, что Лорна ещё жива, и Калхун приезжает домой к Джойс, сообщая ей об этом. Такое внимание пробуждает в Джойс симпатию к Калхуну и его работе, которой тот отдаётся 24 часа в сутки. Тем же вечером на одной из городских улиц патрульный полицейский, узнав по номеру машину Бикома, обнаруживает в ней Мардж, а также под пледом — Лорну в бессознательном состоянии. Полицейский открывает дверь и требует, чтобы Мардж вышла из машины. В этот момент из дверей дома выходит Биком, который увидев полицейского, открывает огонь, убивая полицейского и тяжело раня Мардж. Затем он садится в машину с Лорной и скрывается, бросая Мардж, несмотря на её мольбы о помощи. В больнице тяжело раненная Мардж приходит в себя, подтверждая Доннелли, Калхуну и Марчисону, что Лорна будет жива до тех пор, пока Биком не получит выкуп, после чего он собирается её убить.
Тем временем Биком вместе с Лорной подъезжает к системе городских туннелей, где пересаживается на управляемую вагонетку и по подземным железнодорожным путям добирается до вокзала. Биком пугает слепую Лорну, что если она попытается пошевелиться, то её убьёт током, так как повсюду висят оголённые провода. Оставив девушку в вагонетке, он переодевается в форму кондуктора и берёт точно такой же чемодан, как тот, в котором должны передать выкуп. Из известного ему наблюдательного пункта Биком наблюдает, как в зале появляется Марчисон и ставит чемодан с выкупом на видное место. Оттуда же он определяет, где расположились полицейские, а затем, оставшись незамеченным, проникает на склад хранения вещей. Угрожая оружием, Биком заставляет заведующего складом выполнять его указания. Первым делом Биком посылает Марчисону телеграмму с требованием отдать чемодан вокзальному курьеру, а затем звонит в соответствующую службу вокзала и нанимает курьера, который должен забрать чемодан у Марчисона и доставить его на склад. На складе заведующий сначала забирает чемодан, но, уточнив, для кого он предназначен, возвращает его курьеру, говоря, что тот должен обратиться на склад на противоположной стороне вокзала. В действительности заведующий подменил чемоданы, но полиция этого не замечает, пока Джойс не обращает внимание на то, что из чемодана торчит пальто Лорны, которого, естественно, не было в чемодане Марчисона. Калхун немедленно бросается на склад, откуда Биком стреляет в него, раня в руку, после чего несколько раз стреляет в зал, отпугивая приближающихся полицейских, и снова скрывается в систему туннелей.
Несмотря на рану, Калхун преследует Бикома по туннелям, вступая с ним в перестрелку. Используя расположенный в туннеле телефон-автомат, Калхун устанавливает связь с Доннелли, сообщая место своего расположения, и просит выключить всё освещение в туннеле, чтобы дезориентировать преступника и не позволить ему найти Лорну. Затем с помощью хитрости Калхун вынуждает Бикома выйти из укрытия, после чего одним из выстрелов серьёзно ранит его. Биком, едва держась на ногах, пытается скрыться от Калхуна, двигаясь в направлении криков Лорны. Чемодан в его руках раскрывается, и деньги высыпаются на железнодорожные пути. Биком уже не в состоянии их собрать, но он находит Лорну и собирается её застрелить. Однако Калхун опережает преступника и убивает его первым. Счастливый Маричсон обнимает Лорну, а Джойс с симпатией смотрит на раненого Калхуна, обещая ухаживать за ним, сколько потребуется.

## В ролях
- Уильям Холден — детектив, лейтенант Уильям Калхун
- Нэнси Олсон — Джойс Уиллекомб
- Барри Фицджеральд — инспектор Доннелли
- Лайл Беттгер — Джо Биком
- Джен Стерлинг — Мардж Райтер
- Эллин Робертс — Лорна Мёрчисон
- Герберт Хейс — Генри Л. Мёрчисон
- Фред Грэфф — Винси Марли
- Джеймс Сиэй — детектив Эдди Шэттак
- Парли Баер — детектив Готтчок
- Рольф Сэнфорд — детектив Фэй

В титрах не указаны
- Куини Смит — домовладелица

## Создатели фильма и исполнители главных ролей
Как написал историк кино Дэвид Старритт, «постановщиком фильма стал бывший оператор Рудольф Мате, который учился у Александра Корды, и работал в Европе с Карлом Фройндом и Карлом Теодором Дрейером, под руководством которого в качестве кинооператора работал над такими классическими фильмами немецкого экспрессионизма, как „Михаэль“ (1924), „Страсти Жанны д’Арк“ (1928) и „Вампир“ (1932)». В 1935 году Мате перебрался в Голливуд, где в 1941-45 годах как оператор пять раз номинировался на «Оскар». Среди его американских фильмов «Иностранный корреспондент» (1940) Хичкока, «Гильда» (1946) и «Леди из Шанхая» (1947) Орсона Уэллса. С 1947 года Мате стал работать как режиссёр, поставив более 20 фильмов, среди них фильмы нуар «Тёмное прошлое» (1948), «Мёртв по прибытии» (1950), «Зелёная перчатка» (1952), «Второй шанс» (1953) и фантастический фильм «Когда миры столкнутся» (1951). Как отмечает Стеррит, «в 1950 году у Мате было даже больше работы, чем у Холдена, он начал год со слезливой мелодрамы „Никаких грустных песен для меня“, а „Станцию Юнион“ поставил в между классическим нуаром „Мёртв по прибытии“ и вестерном „Клеймённый“ с участием Алана Лэдда».
Уильям Холден завоевал Оскар за главную роль в военной драме «Лагерь для военнопленных № 17» (1953) и ещё дважды номинировался на Оскар за главные роли в фильмах «Бульвар Сансет» (1950) и «Телесеть» (1976). Холден также сыграл в таких известных фильмах, как романтическая мелодрама «Сабрина» (1954), военная драма «Мост через реку Квай» (1957) и вестерн «Дикая банда» (1969), а также в нуарах «Тёмное прошлое» (1948) у Мате и «Поворотная точка» (1952). Нэнси Олсон также как и Холден, была номинирована на Оскар за работу в фильме «Бульвар Сансет» (1950), а год спустя сыграла с ним в военных драмах «Сила оружия» (1951) и «Команда подводной лодки» (1951), после чего в основном играла в детских и семейных фильмах. Барри Фицджеральд завоевал Оскар за лучшую роль второго плана в музыкальной комедии «Идти своим путём» (1944), он также сыграл главные роли в таких значимых картинах, как детектив по Агате Кристи «И не осталось никого» (1945), фильм нуар «Обнажённый город» (1948) и романтическая комедия «Тихий человек» (1952).

## Оценка фильма критикой

### Общая оценка фильма
Как отметил историк кино Дэвид Стерритт, «обозреватели отнеслись к картине с уважением. Так, „Нью-Йорк таймс“ назвала её „напряжённым криминальным триллером“, а „Чикаго ридер“ описал её как „фильм, который заставляет кусать ногти“, поставленный „одним из лучших… американских неореалистов“ своего времени». После выхода картины журнал «Variety» написал, что «действие этой напряжённой мелодрамы помещено на железнодорожный вокзал большого города, разворачивая историю о похищении человека… Фильм точно передаёт ощущение большого вокзала с постоянно меняющимися картин приезжающих и отъезжающих людей». «Time Out» отметил, что «несмотря на неправдоподобность в показе действий полиции, это острый, блестяще поставленный триллер о похищении слепой девушки», а историк фильма нуар Майкл Кини назвал картину «быстрым и хорошо сыгранным нуаром от режиссёра „Мёртв по прибытии“» . По словам критика Крейга Батлера, «хотя сценарий фильма не позволяет отнести его к разряду полицейского триллера высшего уровня, это всё равно интересный и напряжённый фильм. Проблема заключается в довольно стандартном сюжете, который опирается как на корявую работу полиции, так и на некоторые совпадения, которые слишком далеки от того, чтобы в них поверить. В остальном же это увлекательный фильм, от которого трудно оторваться, даже если вы порой морщитесь от некоторых его сюжетных поворотов. Несмотря на определённые недостатки, фильм заслуживает просмотра». Стерритт резюмирует, что даже «более чем полвека спустя фильм смотрится хорошо».

### Жанровые и тематические особенности фильма
Описывая историческую обстановку создания фильма, Стерритт отмечает, что «в период между 1940 и 1960 годами фильм нуар переживал период расцвета. Он начинался как развитие авангардного стиля Немецкого экспрессионизма, создавав много необычных режиссёрских работ по мере того, как Вторая мировая война стиралась в памяти, и новые более мрачные страхи вторглись в американскую мечту». Непосредственно касаясь фильма, Стерритт пишет, что «по сути он является полицейским процедуралом», именно той вариацией жанра, «которую можно ожидать в середине цикла». Фильм сочетает «мрачные образы и беспокойный темп нуара 1940-х годов с нарастающим цинизмом и злостью 1950-х». Это особенно ярко проявилось «в замечательной сцене, когда копы запугивают преступника, чтобы он сознался, свешивая его над путями и клянясь, что кинут его под встречный поезд, если он не расскажет то, что они хотят, в ближайшие несколько секунд».
Как указывает историк кино Алан Силвер, «дегуманизация Джо Бикома, среднего человека, который превратился в гнусного похитителя, является характерным признаком чувства безнадежности, присущего фильмам нуар». Далее автор отмечает, что авторы рисуют неприукрашенную картину действий не только преступников, но и полиции. «Действия полиции при принуждении подозреваемого похитителя заговорить под угрозой смерти говорят о том, что она использует излишнюю жестокость, которая выходит за рамки обычных методов полицейской работы». Далее автор пишет: «Дешевизна человеческой жизни и разрушительная ирония определённо указывают на нуаровый взгляд на события, несмотря на банальность сюжета. Характеры, исследуемые в этом фильме, существуют в сумеречном мире, которому не известна свобода выбора, а соблазны, порождённые неопределённостью судьбы, заводят людей в моральную мглу, что образно представлено туннелями, по которым преследуют Бикома, и в которых он гибнет».
«TimeOut» также обращает внимание на то, что «безжалостность демонстрируется по обе стороны закона, а напряжение существенно повышается благодаря съёмкам на натуре». Спенсер Селби подчёркивает, что «подобно фильму „Он бродил по ночам“ (1948), здесь показана мстительная безжалостная полицейская охота, которая становится воплощением дегуманизации жизни в большом городе» . Крейг Батлер также обратил внимание на то, что «одна из самых интересных вещей в отношении фильма — это его абсолютная порочность. Злодеи, как и можно было ожидать, это безжалостные и жестокие люди (особенно, главный злодей в исполнении Лайла Беттгера). Но полиция, хотя и выступает со стороны „ангелов“, может быть не менее безжалостной и циничной». К этому мнению присоединяется и Деннис Шварц, написавший, что «для преступника провернуть крупное дело важнее человеческой жизни. Однако и для полиции жизнь настолько подешевела, что она будет использовать сомнительные чрезмерные методы, чтобы довести до конца расследование преступления. Полицейская тактика применения силы переводит этот триллер в разряд фильма нуар». Кини обращает внимание на две жестокие сцены в фильме: когда «во время необычного допроса офицеры держат голову подозреваемого на пути надвигающегося поезда до тех пор, пока он не заговорит», и когда «плохой парень встречает свою преждевременную смерть, раздавленный мчащимся на него стадом коров» .

### Оценка работы сценариста и режиссёра
Назвав картину «нуаром с сильным сценарием», Стерритт далее пишет: «Мате придаёт фильму ощущение нарастающего темпа в каждой значимой сцене, поддерживая быстрое развитие событий». Он создаёт фильм «со множеством моментальных сюжетных ответвлений и второстепенных персонажей, что делает его схожим с такими драмами со множеством историй, как „Гранд отель“ (1932). Его корни можно также проследить в „Обнажённом городе“ (1948) Жюля Дассена, вышедшем двумя годами ранее». Батлер указывает, что «Мате создаёт жёсткую как сталь картину, которая не обременена вопросом морали», а представляет события «просто как данность и даёт зрителю самому решать, что он об этом думает». Далее Батлер пишет: «Мате отлично справляется со своей работой на протяжении всего фильма, но особенно блистает в постановке сцен на больших пространствах, в частности, на скотопригонном дворе или в кульминационной сцене в электрифицированном туннеле». Шварц отмечает, что «несмотря на шаблонный сюжет», Мате «ставит увлекательную историю с похищением», в которой «подчёркивает жестокость как полиции, так и преступников, так как каждый действует собственным циничным образом в зависимости от избранной карьеры».

### Место действия и съёмки фильма
Как отмечает Стерритт, «все основные события фильма развиваются в Чикаго, однако съёмки проходили в Лос-Анджелесе за исключением нескольких дальних планов наземной линии нью-йоркского сабвея». По словам критика, такого «возбуждения на станции Юнион больше не будет до тех пор, пока Брайан де Пальма не сделает её местом действия своего фильма „Неприкасаемые“ (1987) почти сорок лет спустя». На сайте Американского института кино также указывается, что "помимо собственно здания вокзала Юнион в Лос-Анджелесе, съёмки проводились также в депо и на скотопригонном дворе вокзала, а также в Гриффит-парке в Лос-Анджелесе, на пригородной станции в Пасадене, которая фигурирует в фильме под названием «Вестхэмптон» и на станции «Ист Лос-Анджелес».
Стерритт обращает внимание на то, что «кульминация картины наступает в катакомбах под станцией», которые «всегда служат верным местом для нагнетания саспенса, в частности, в таких разных фильмах, как „Призрак оперы“ (особенно, в версиях 1925 и 1943 годов) и „Третий человек“ (1949), который пошёл в американских кинотеатрах ранее в том же 1950 году». Критик полагает, что «сильное визуальное впечатление от станции Юнион легко объяснимо. Съёмку осуществил Дэниел Л. Фэпп, который за свою карьеру был удостоен семи номинаций на «Оскар» и завоевал эту награду за мюзикл „Вестсайдская история“» (1961).

### Оценка актёрской игры
Критики высоко оценили актёрскую игру, особенно выделив работу Уильяма Холдена, который «в начале 1950 года был горячим голливудским товаром после чрезвычайно успешных картин „Бульвар Сансет“ и „Рождённая вчера“». Как отметил журнал «Variety», Холден в этом фильме «в ударе, хотя и слишком молод на вид, чтобы возглавлять полицейский департамент полиции вокзала крупного города»."TimeOut" также выделяет «хорошую актёрскую игру сверху донизу — начиная с Холдена в роли заботливого полицейского и Фицджеральда в роли его циничного коллеги, а также Олсен в роли свидетельницы, острый глаз которой помогает раскрыть это дело».
Деннис Шварц полагает, что «хорошая игра звёзд позволяет напряжённым сценам, снятым как на натуре, так и на студии, быть просто неотразимыми». Он далее пишет: «Холден играет трудоголика, который задаётся вопросом, есть ли в его сердце место для любви. Он показывает себя преданным делу копом, которому не безразлична жертва. В качестве хорошего контрапункта ему выступает Фицджеральд в роли зачерствевшего ветерана, который стал циничным, но при этом в своём почтенном возрасте стал верить в то, что наряду с полицейской дубинкой в деле может помочь и молитва». Наконец, «Олсон убедительна в роли невинной свидетельницы, которая сделала больше, чем профессионалы, чтобы выследить преступников». Батлер указывает, что «Холден находится в своей лучшей форме, принося глубину в роль, которая у другого актёра могла стать одномерной, а Нэнси Олсон великолепна в качестве голоса здравого смысла и чувства». По мнению Стерритта, «в составе выделяется также Барри Фицджеральд, ветеран „Обнажённого города“, который вкладывает свою ирландско-американскую натуру в полной мере в роль Доннелли, бывалого копа, который дополняет силовые методы молитвой».